# Johannes Kreidler (Bischof)

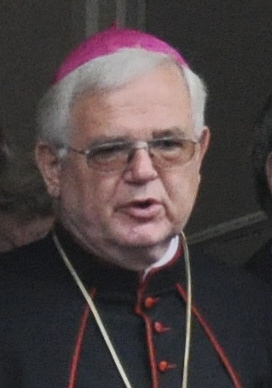
Weihbischof Johannes Kreidler, 2011

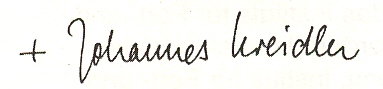
Johannes Kreidlers Signatur (2012)

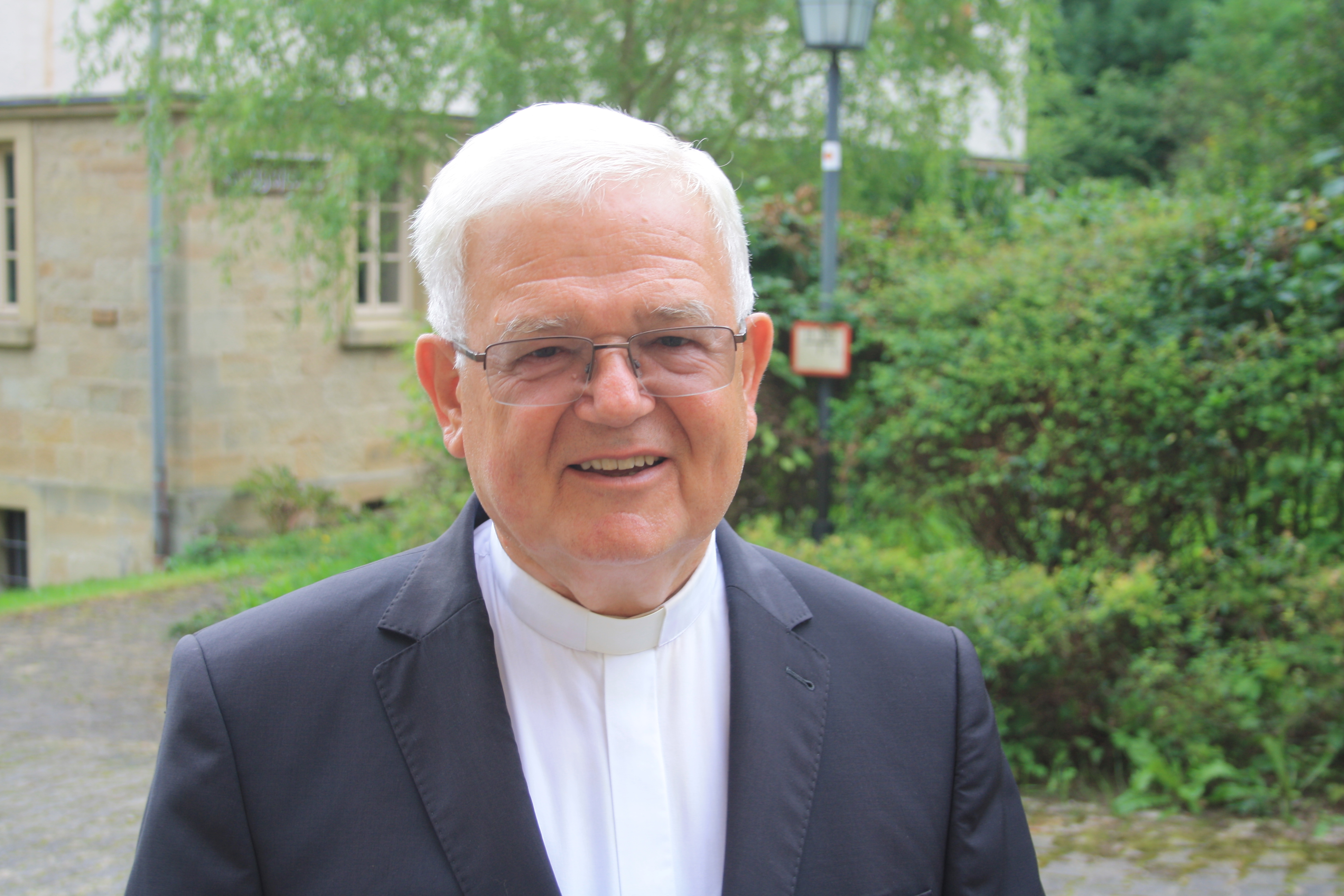
Johannes Kreidler (2017)

Johannes Kreidler (* 31. Mai 1946 in Grünmettstetten) ist ein deutscher römisch-katholischer Geistlicher und emeritierter Weihbischof in Rottenburg-Stuttgart.

## Leben
Johannes Kreidler studierte von 1966 bis 1970 katholische Theologie in Tübingen und Paris. Er empfing am 18. März 1972 in Rottenburg am Neckar die Priesterweihe. Er war zunächst als Vikar in Stuttgart-Bad Cannstatt tätig, anschließend Sekretär der Bischöfe Carl Joseph Leiprecht und Georg Moser. Von 1977 bis 1980 war Kreidler Repetent am Tübinger Theologenkonvikt Wilhelmsstift. 1980 wurde er Assistent des damaligen Professors Walter Kasper am Lehrstuhl für Dogmatik an der Katholisch-Theologischen Fakultät der Universität Tübingen. 1986 wurde er mit einer Arbeit über die Theologie des Lebens von Karl Adam zum Dr. theol. promoviert. Von 1986 bis 1991 war er Regens des Rottenburger Priesterseminars.
Am 6. Juni 1991 wurde er von Papst Johannes Paul II. zum Titularbischof von Edistiana und zum Weihbischof in der Diözese Rottenburg-Stuttgart ernannt. Am 31. August 1991 empfing er im Rottenburger Dom St. Martin durch Walter Kasper die Bischofsweihe. Mitkonsekratoren waren die Weihbischöfe Bernhard Rieger und Franz Josef Kuhnle. Am 31. August 1991 wurde er zum Bischofsvikar ernannt und war bis 2004 als Leiter der Hauptabteilung I des Bischöflichen Ordinariats zuständig für die Priester- und Theologenausbildung sowie für die religionspädagogische Ausbildung der pastoralen Dienste. 1999/2000 leitete er zudem als Diözesanadministrator das Bistum Rottenburg-Stuttgart. 2004 wurde er Leiter der Hauptabteilung VIII – Liturgie, Kunst, Kirchenmusik, Architektur und Denkmalpflege. Johannes Kreidler war zudem bis zum Juli 2015 Domdekan und war kraft Amtes Mitglied ohne Stimmrecht des Kunstvereins der Diözese Rottenburg-Stuttgart.
In der Deutschen Bischofskonferenz war Johannes Kreidler Mitglied der Kommission für Geistliche Berufe und Kirchliche Dienste, der Kommission für Ehe und Familie und der Unterkommission für Entwicklungsfragen (insbes. MISEREOR). Zudem war er Mitglied der Arbeitsgruppe Hauptberufliche pastorale Dienste und der Bundesarbeitsgemeinschaft Ständiges Diakonat. Er ist ferner Mitglied der Theologenverbindung AV Albertus Magnus Tübingen sowie Ehrenmitglied der katholischen Studentenverbindungen AV Cheruskia Tübingen im CV und KStV Alamannia Tübingen im KV. Außerdem ist er Mitglied im Stiftungsrat der Eugen-Bolz-Stiftung.
Papst Franziskus nahm am 2. März 2017 seinen vorzeitigen Rücktritt an. Sein Amt als Domkapitular und die Leitung der Hauptabteilung für Liturgie, Kunst und Kirchenmusik behielt er zunächst bei, gab sie aber im Lauf desselben Jahres ab.

## Schriften
- ... einen Dialog beginnen: Verleihung des Aleksandr-Men-Preises 1999 an Gerd Ruge, Akademie d. Diözese Rottenb.-Stgt. 2000, ISBN 3-926297-80-8.
- Ein Baumeister des „Hauses Europa“: Verleihung des Aleksandr-Men-Preises 2000 an Michail S. Gorbatschow, Akademie d. Diözese Rottenb.-Stgt.  2001, ISBN 3-926297-84-0, zusammen mit Abraham P Kustermann et al.
- Den Himmel offen halten. Priester sein heute, Herder Freiburg 2003, ISBN 3-451-27986-X, zusammen mit George Augustin
- Der Wiedergeburt und dem Aufbau verschrieben: Verleihung des Aleksandr-Men-Preises 2002 an Anatoli I. Pristawkin, Akademie d. Diözese Rottenb.-Stgt. 2003, ISBN 3-926297-89-1, zusammen mit Abraham P Kustermann et al.
- Farben des Lebens. Sieger Köder, Schwabenverlag 2. Aufl. 2005, ISBN 3-7966-1247-4, zusammen mit Sieger Köder und Erwin Teufel
- Zeichen der heilsamen Nähe Gottes. Auf dem Weg zu einer missionarischen Kirche. Bischof Gebhard Fürst zum 60. Geburtstag, Ostfildern 2008, ISBN 978-3-7966-1419-4, hg. zusammen mit Thomas Broch und Dirk Steinfort
- Ich will dich preisen Tag für Tag: Betrachtungen und Predigten zum neuen Gotteslob, Schwabenverlag 2013, ISBN 3-7966-1620-8 (Hg.)
- Licht, Leben, Freud und Wonne: Liedporträts zu Gesängen aus dem Gotteslob, Schwabenverlag gebundene Ausgabe 2017, ISBN 3-7966-1731-X, (Hg.)